# Julia Barr
Pour les articles homonymes, voir Barr.
Julia Barr, née le 8 février 1949 à Fort Wayne (Indiana), est une actrice américaine ayant joué dans le feuilleton télévisé La Force du destin.

## Filmographie
- 1976-2006, 2010-2011, 2013 : La Force du destin (All My Children)